# ايسكوينتلا
ايسكوينتلا (بالإنجليزية: Escuintla)‏ هي مدينة، تتبع إدارة إسكوينتلا، بلغ عدد سكانها 68000  نسمة، في 2002، تبلغ مساحتها 332 كيلومتر مربع، رمزها البريدي هو 05001.

## الموقع
تشترك في الحدود مع:
- Yepocapa [الإنجليزية]‏
- Alotenango [الإنجليزية]‏
- Masagua [الإنجليزية]‏
- Siquinalá [الإنجليزية]‏
- Guanagazapa [الإنجليزية]‏
- La Democracia, Escuintla [الإنجليزية]‏
- Palín, Escuintla [الإنجليزية]‏
- Santa Lucía Cotzumalguapa [الإنجليزية]‏.

## المناخ
يظهر الجدول التالي التغييرات المناخية على مدار السنة لايسكوينتلا:
| البيانات المناخية لـايسكوينتلا    | البيانات المناخية لـايسكوينتلا | البيانات المناخية لـايسكوينتلا | البيانات المناخية لـايسكوينتلا | البيانات المناخية لـايسكوينتلا | البيانات المناخية لـايسكوينتلا | البيانات المناخية لـايسكوينتلا | البيانات المناخية لـايسكوينتلا | البيانات المناخية لـايسكوينتلا | البيانات المناخية لـايسكوينتلا | البيانات المناخية لـايسكوينتلا | البيانات المناخية لـايسكوينتلا | البيانات المناخية لـايسكوينتلا | البيانات المناخية لـايسكوينتلا |
| الشهر                             | يناير                          | فبراير                         | مارس                           | أبريل                          | مايو                           | يونيو                          | يوليو                          | أغسطس                          | سبتمبر                         | أكتوبر                         | نوفمبر                         | ديسمبر                         | المعدل السنوي                  |
| --------------------------------- | ------------------------------ | ------------------------------ | ------------------------------ | ------------------------------ | ------------------------------ | ------------------------------ | ------------------------------ | ------------------------------ | ------------------------------ | ------------------------------ | ------------------------------ | ------------------------------ | ------------------------------ |
| متوسط درجة الحرارة الكبرى °م (°ف) | 31.9 (89.4)                    | 32.1 (89.8)                    | 33.4 (92.1)                    | 33.3 (91.9)                    | 32.5 (90.5)                    | 31.2 (88.2)                    | 31.5 (88.7)                    | 31.2 (88.2)                    | 30.2 (86.4)                    | 30.1 (86.2)                    | 30.4 (86.7)                    | 31.0 (87.8)                    | 31.6 (88.8)                    |
| المتوسط اليومي °م (°ف)            | 25.5 (77.9)                    | 25.7 (78.3)                    | 27.2 (81.0)                    | 27.3 (81.1)                    | 27.3 (81.1)                    | 26.5 (79.7)                    | 26.9 (80.4)                    | 26.7 (80.1)                    | 25.7 (78.3)                    | 25.2 (77.4)                    | 25.1 (77.2)                    | 25.1 (77.2)                    | 26.2 (79.1)                    |
| متوسط درجة الحرارة الصغرى °م (°ف) | 19.2 (66.6)                    | 19.4 (66.9)                    | 21.0 (69.8)                    | 21.3 (70.3)                    | 22.2 (72.0)                    | 21.8 (71.2)                    | 22.3 (72.1)                    | 22.2 (72.0)                    | 21.3 (70.3)                    | 20.4 (68.7)                    | 19.8 (67.6)                    | 19.3 (66.7)                    | 20.9 (69.5)                    |
| الهطول مم (إنش)                   | 7 (0.3)                        | 13 (0.5)                       | 30 (1.2)                       | 93 (3.7)                       | 333 (13.1)                     | 555 (21.9)                     | 337 (13.3)                     | 360 (14.2)                     | 581 (22.9)                     | 417 (16.4)                     | 85 (3.3)                       | 15 (0.6)                       | 2٬826 (111.4)                  |
| المصدر: Climate-Data.org          |                                |                                |                                |                                |                                |                                |                                |                                |                                |                                |                                |                                |                                |

## أعلام
- ميليسا موراليس
- إريك ميراندا